# Anton Rumpler
Die Anton Rumpler OHG war ein österreichischer Händler von Automobilen und landwirtschaftlichen Geräten sowie vorübergehend Automobilhersteller.

## Unternehmensgeschichte
Anton Rumpler und Leopoldine Ringer gründeten am 16. Februar 1919 das Unternehmen in Wien, um mit Automobilen und landwirtschaftlichen Geräten zu handeln. Am 21. Januar 1921 wurde Anton Rumpler Alleininhaber. Im gleichen Jahr begann die Produktion von Automobilen. Der Markenname lautete Ru-An, kurz für Rumpler Anton. 1922 endete die Produktion. Am 31. August 1941 wurde das Unternehmen aufgelöst.

## Fahrzeuge
Das einzige Modell 3/10 PS war ein Cyclecar. Für den Antrieb sorgte ein Zweizylindermotor mit 998 cm³ Hubraum. Das Fahrzeug bot Platz für zwei Personen.

## Autorennen
Anton Rumpler gelangte am 19. Juli 1921 mit einem seiner Fahrzeuge ein Klassensieg beim Riederberg-Rennen. Auch am 31. Juli 1921 siegte ein Ru-An beim Cobenzl-Rennen.